# Mouriès
Mouriès [muʁjɛs] ist eine Gemeinde mit 3471 Einwohnern (Stand 1. Januar 2022) im Süden Frankreichs im Département Bouches-du-Rhône (13) der Region Provence-Alpes-Côte d’Azur.

## Geographie
Sie liegt unterhalb von Les Baux-de-Provence am Fuß der Alpilles. Das Gemeindegebiet gehört zum Regionalen Naturpark Alpilles. Zur Gemeinde gehört der Weiler Le Destet.

## Geschichte

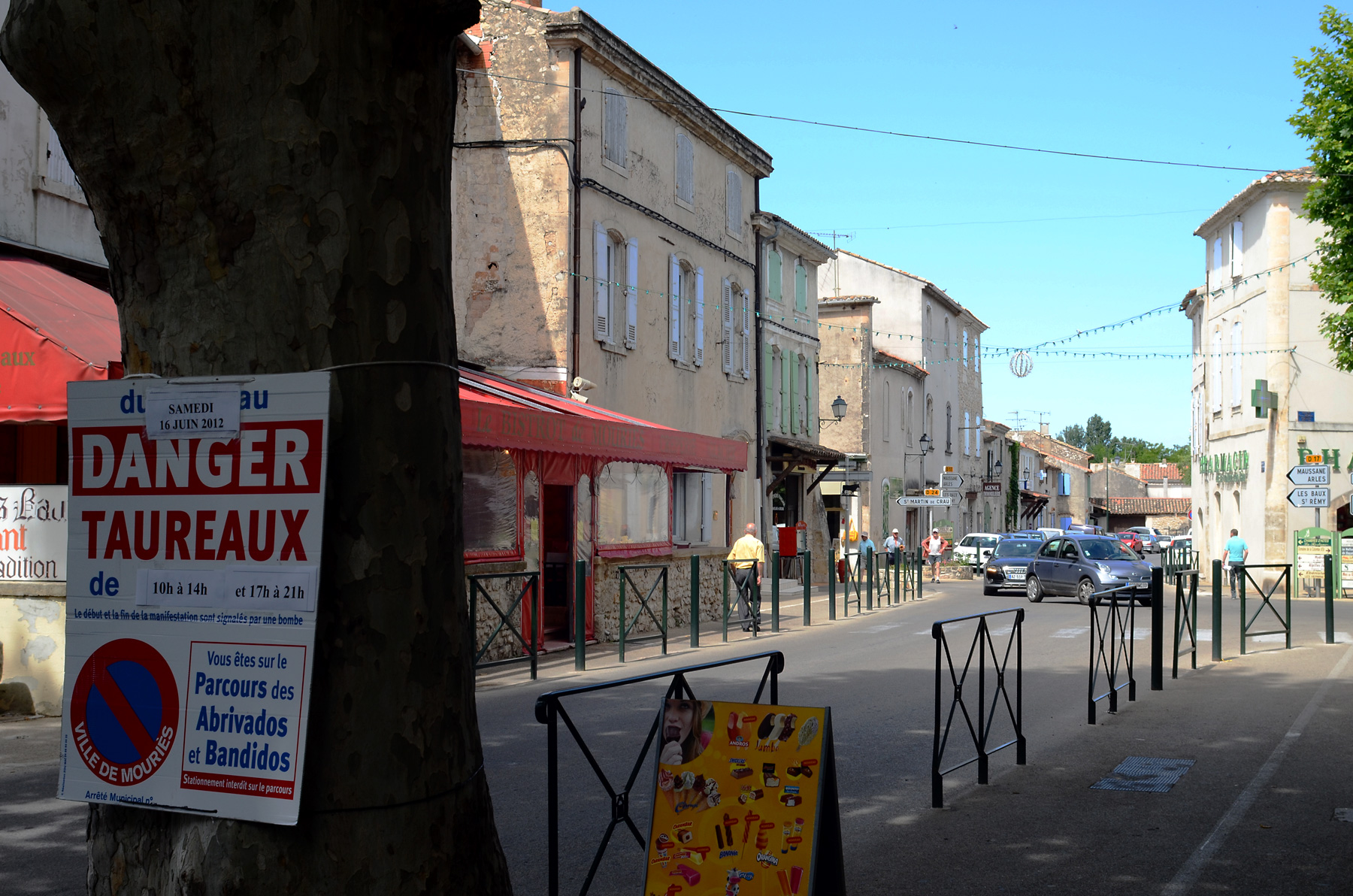
Avenue Pasteur

Der antike Name von Mouriès ist Terriciae. Im 6. Jahrhundert v. Chr. wurde eine Nekropole errichtet, die noch erhalten ist. Sie ist eines der ältesten Heiligtümer Galliens und beweist, dass der Ort zur Hallstattzeit bewohnt gewesen ist.
Im Jahr 2013 war Mouriès Teil der 6. Etappe der Tour de France von Aix-en-Provence nach Montpellier.
2018 wurde Mouriès zum Sterbeort des Chansonniers Charles Aznavour.

### Bevölkerungsentwicklung
| Jahr                       | 1962 | 1968 | 1975 | 1982 | 1990 | 1999 | 2007 | 2016 |
| Einwohner                  | 1434 | 1631 | 1865 | 2283 | 2505 | 2752 | 3049 | 3419 |
| Quellen: Cassini und INSEE |      |      |      |      |      |      |      |      |

## Wappen
Wappenbeschreibung: In Blau ein gemauerter silberner Turm mit schwarzem Tor und unbelichteten Fenstern, auf dem zwei mit roten Beinen sitzende silberne Tauben auf den Zinnen mit ihren roten Schnäbeln ein rotes Schildlein halten, auf dem ein sechzehnstrahliger silberner Stern liegt.

## Sehenswürdigkeiten
- Oppidum des Caisses de Jean-Jean
- Kirche Saint-Jacques-le-Majeur, eingeweiht 1782

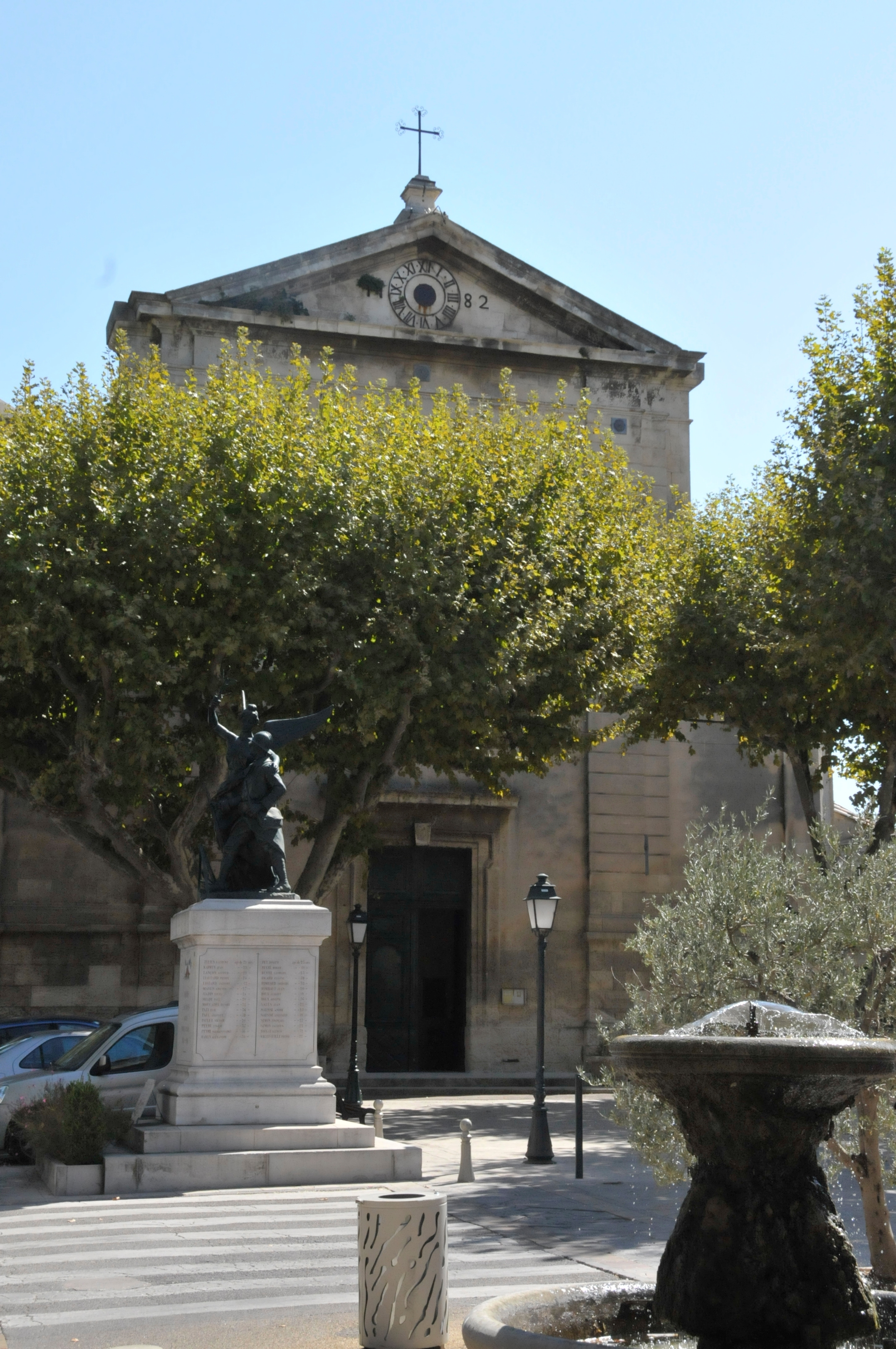
Kirche Saint-Jacques-le-Majeur, davor das Denkmal für die Gefallenen des Ersten Weltkriegs
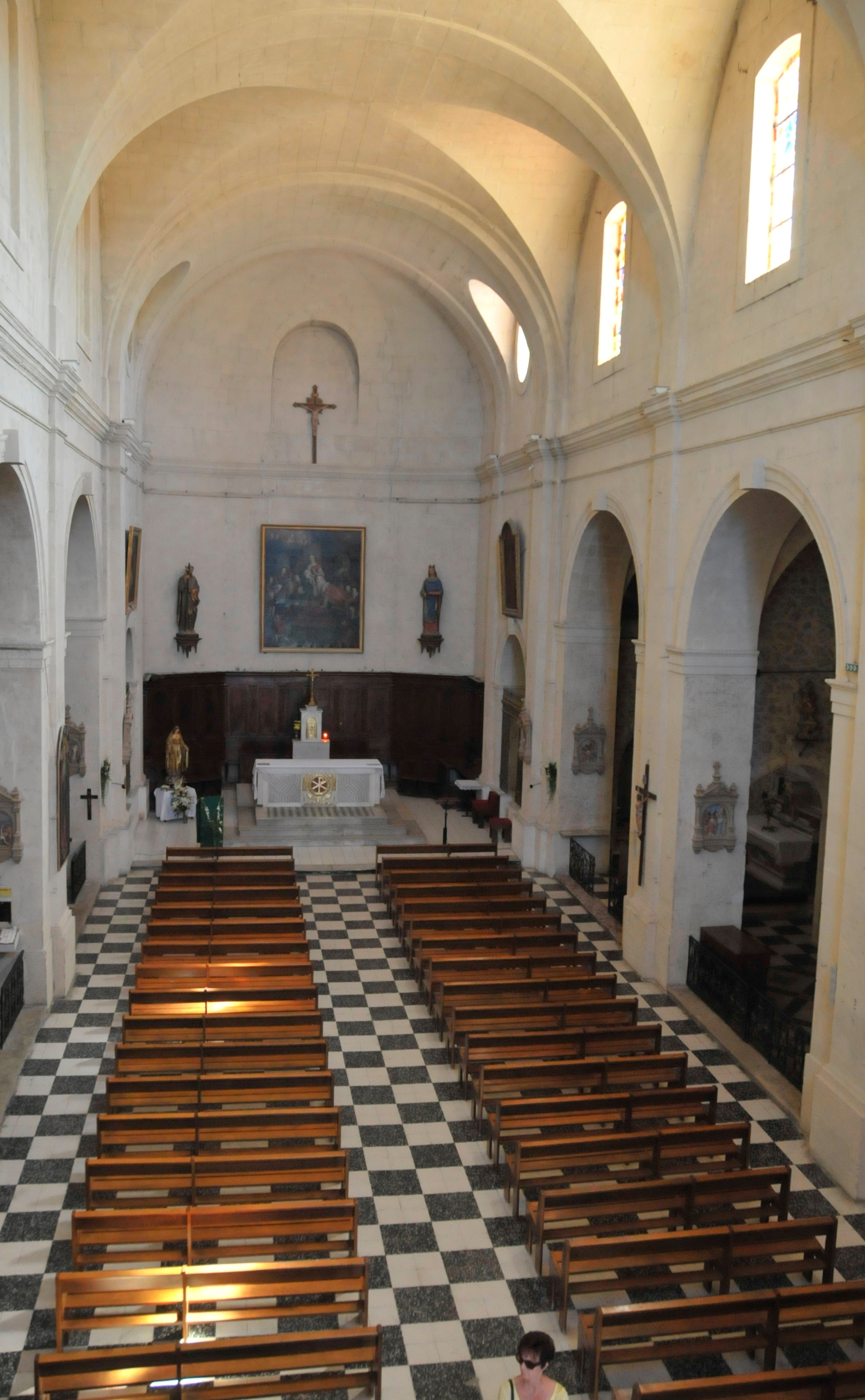
Inneres der Kirche
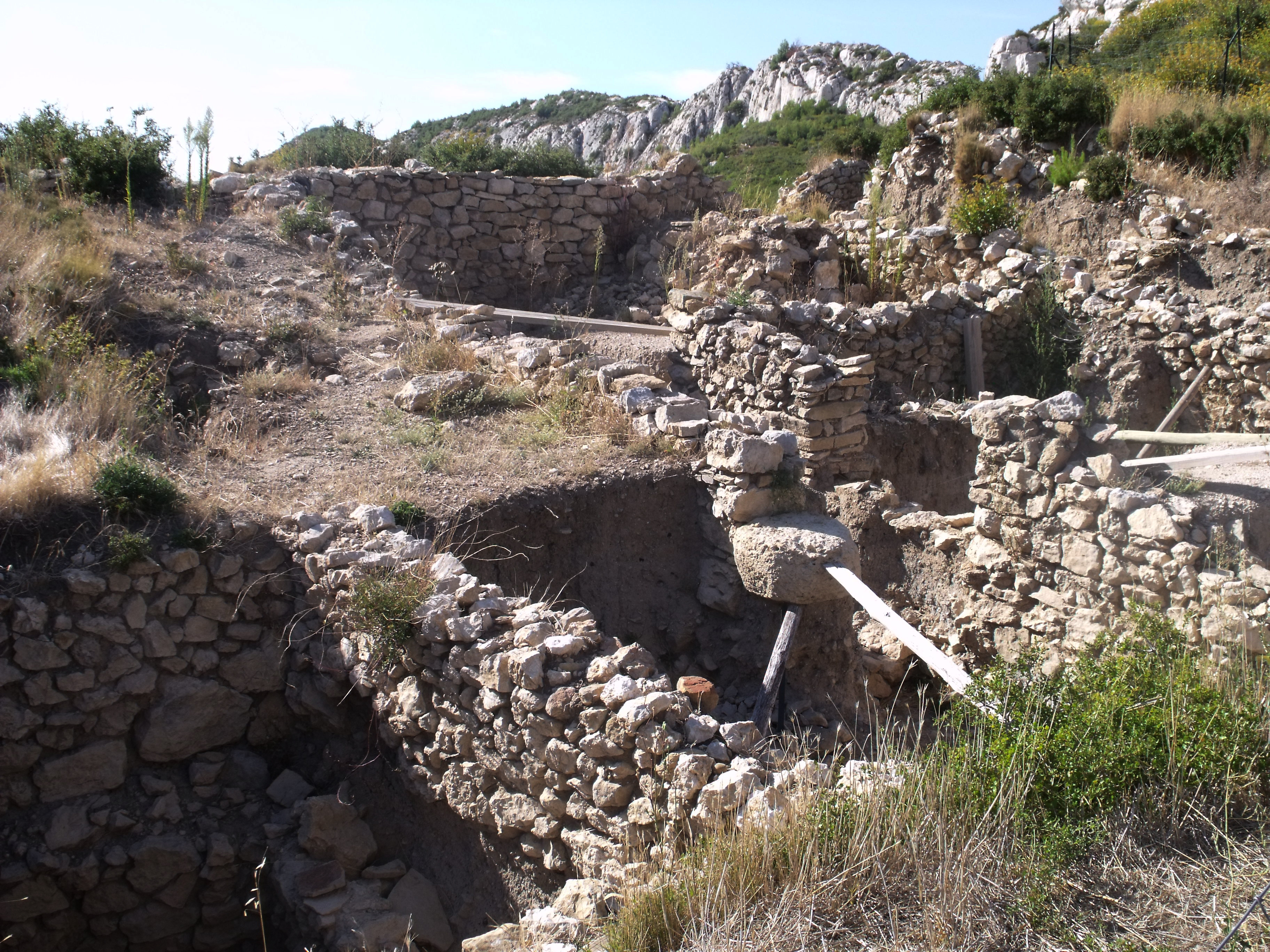
Relikte des Oppidum des Caisses de Jean-Jean
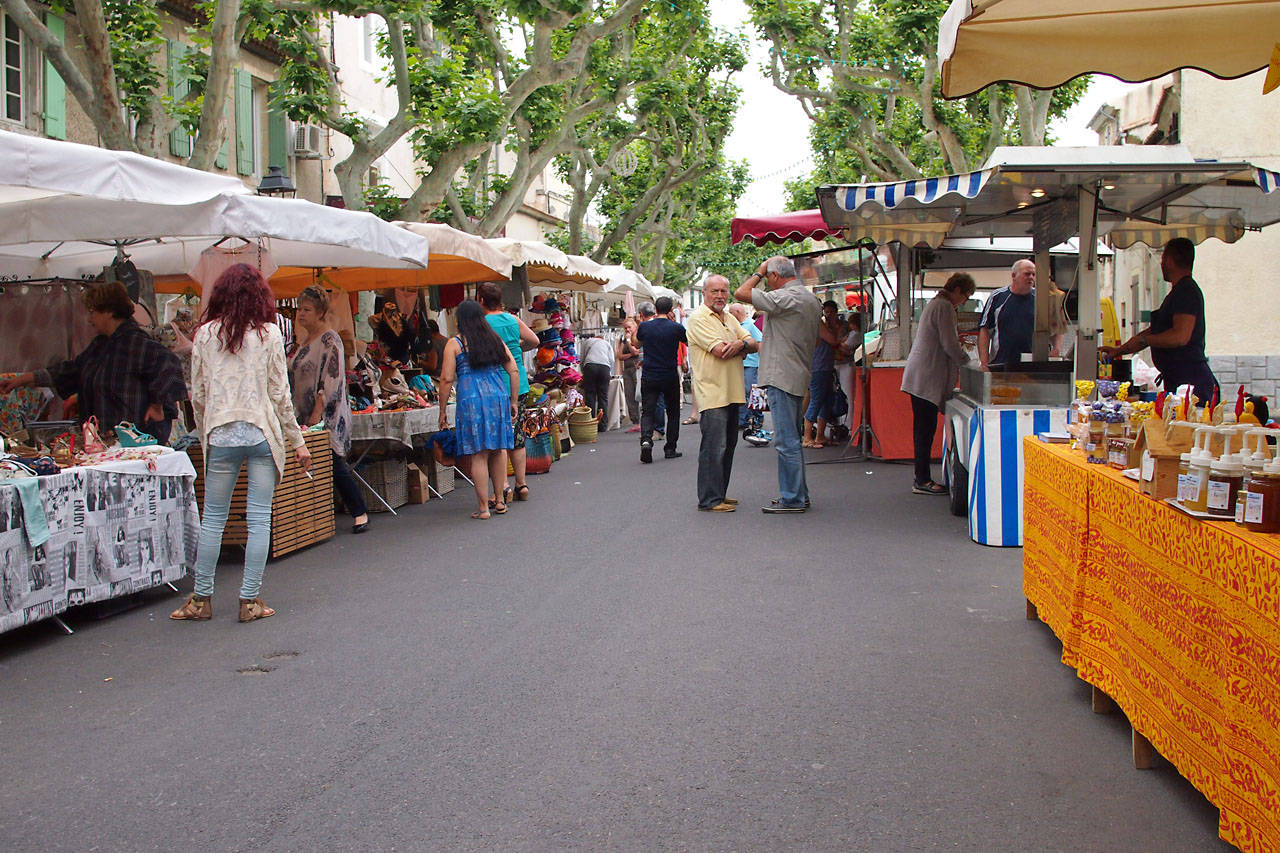
Markt auf dem Cours Paul Revoil